# Estat Sobirà de l'Orde Bektaixita

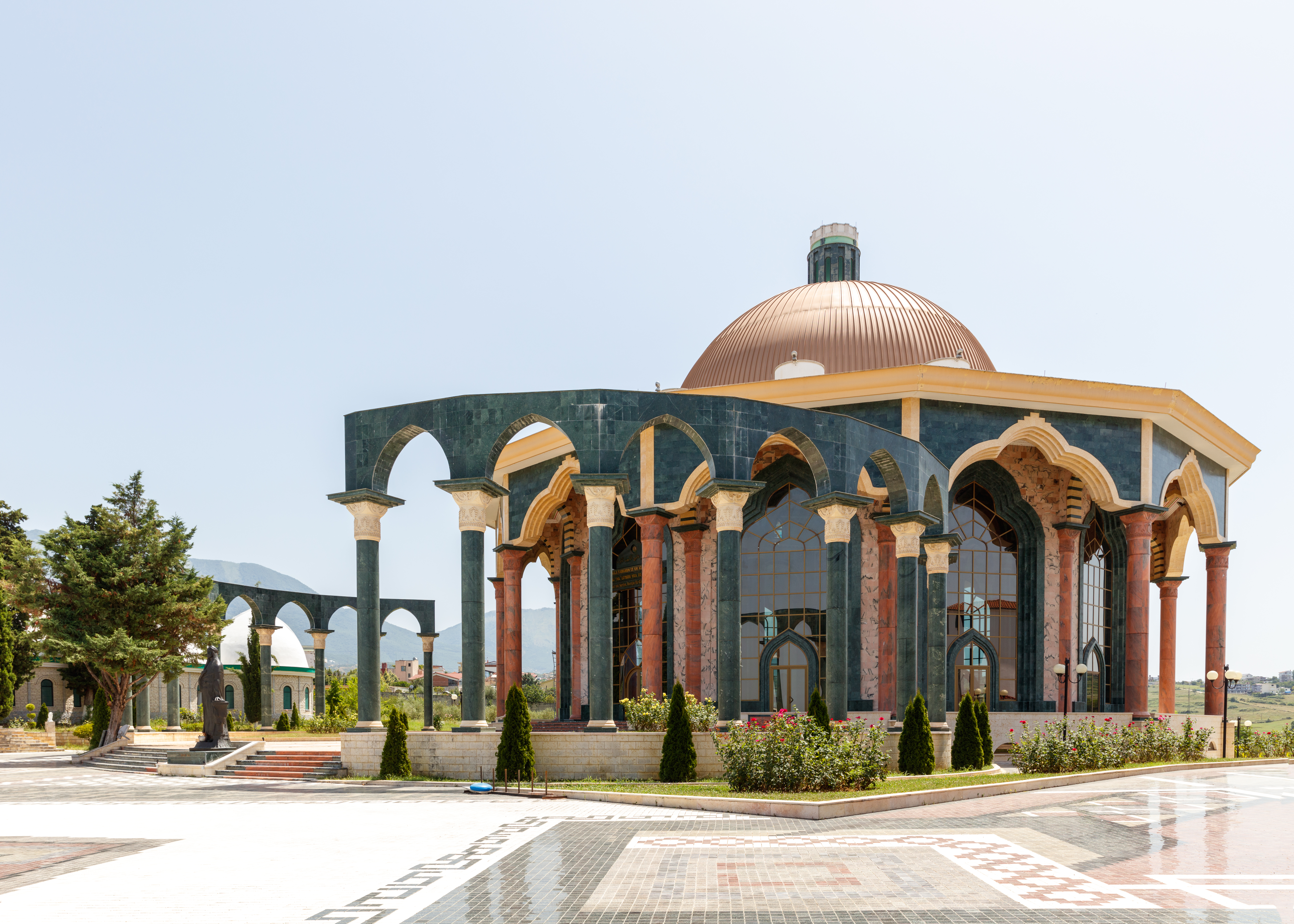
La seu bektaixita que es preveu servir com a capital del país

L'Estat Sobirà de l'Orde Bektaixita (en albanès: Shteti Sovran i Urdhrit Bektashi) és un futur microestat i ciutat-estat europeu planificat que estaria enclavat completament dins de Tirana, Albània, a l'actual seu mundial del bektaixisme, un ordre religiós musulmà sufí.
Si s'establís, seria més petit que la Ciutat del Vaticà i es convertiria en la nació amb la superfície terrestre més petita del món, amb una superfície total de 0,11 quilòmetres quadrats. Els plans per a la creació de l'estat han estat discutits pel primer ministre albanès Edi Rama i recolzats pel líder de l'Orde Bektaixita, Baba Mondi, i el primer ha afirmat que es revelaran més detalls per a la creació de l'estat en un futur proper. Seguint el model del Vaticà, el futur estat concediria la ciutadania només als clergues i funcionaris del govern bektaixita.
Els experts jurídics estan redactant actualment la legislació per crear el nou estat dins d'Albània. La legislació necessitarà l'aprovació del Parlament albanès.